# Neuroleon (Neuroleon) adspersus
Neuroleon (Neuroleon) adspersus is een insect uit de familie van de mierenleeuwen (Myrmeleontidae), die tot de orde netvleugeligen (Neuroptera) behoort. 
Neuroleon (Neuroleon) adspersus is voor het eerst wetenschappelijk beschreven door Navás in 1929.